# Simon Buckmaster
Simon Buckmaster (15 de enero de 1961) fue un piloto de motociclismo británico. Participó en 50 Grandes Premios entre 1984 y 1992. Su mejor temporada fue en 1989 cuando acabó duodécimo en la categoría de 500cc.

## Carrera
Buckmaster realizó su debut en el Gran Premio de Gran Bretaña de 1983 en Silverstone en 1983, quedando fuera de la clasificación. Volvió en 1984 y esta vez sí disputó al carrera. Buckmaster corrió regularment en 1985 a bordo de una Suzuki privada. Corrió los primeros cinco Grandes Premios si entrar en puntos. En 1986 Buckmaster compitió con una Honda y compitió en todas las carreras. Su mejor clasificación fue una decimoquinta plaza en el Gran Premio de los Países Bajos. Buckmaster continuó con Honda en 1987 corriendo en 12 Grandes Premios pero sin poder puntuar en ninguno de ellos.
Buckmaster tuvo su mejor temporada en 1989 cuando finalizó en decimosegunda posición en el Mundial. En este año consiguió un podio en el Gran Premio de las Naciones en Misano en un Gran Premio en el que muchos pilotos se negaron a correr por problemas de seguridad, permitiendo a Buckmaster ser segundo por detrás de Pierfrancesco Chili. Buckmaster compitió al más alto nivel hasta 1992.
En 1993, resultó gravemente herido en la Bol d'Or cuando colisionó con el piloto Michel Graziano. El impacto acabó con la carrera de Buckmaster al serle amputada la parte inferior de la pierna izquierda.
Al finalizar su carrera, Buckmaster se convirtió en mánager de equipo. Actualmente trabaja para el PTR Honda del Campeonato Mundial de Supersport.

## Estadísticas de carrera

### Campeonato del Mundo de Motociclismo

#### Carreras por año
Sistema de puntos desde 1969 a 1987:
| Posición | 1.º | 2.º | 3.º | 4.º | 5.º | 6.º | 7.º | 8.º | 9.º | 10.º |
| Puntos   | 15  | 12  | 10  | 8   | 6   | 5   | 4   | 3   | 2   | 1    |

Sistema de puntos desde 1988 a 1992:
| Posición | 1.º | 2.º | 3.º | 4.º | 5.º | 6.º | 7.º | 8.º | 9.º | 10.º | 11.º | 12.º | 13.º | 14.º | 15.º |
| Puntos   | 20  | 17  | 15  | 13  | 11  | 10  | 9   | 8   | 7   | 6    | 5    | 4    | 3    | 2    | 1    |

(Carreras en negrita indica pole position, carreras en cursiva indica vuelta rápida)
| 1983 | 500cc | Suzuki        | RSA -   | FRA -   | NAT -   | GER -   | SPA -   | AUT -   | YUG -   | NED -   | BEL -   | GBR DNQ | SWE -   | RSM -   |         |         |        | 0    | -    |
| 1984 | 500cc | Suzuki        | RSA -   | NAT -   | SPA -   | AUT -   | GER -   | FRA -   | YUG -   | NED -   | BEL -   | GBR 22  | SWE -   | RSM -   |         |         |        | 0    | -    |
| 1985 | 500cc | Honda         | RSA -   | SPA 17  | GER Ret | NAT -   | AUT 27  | YUG -   | NED DNQ | BEL -   | FRA 17  | GBR 26  | SWE 17  | RSM -   |         |         |        | 0    | -    |
| 1986 | 500cc | Honda         | SPA 17  | NAT Ret | GER 18  | AUT 19  | YUG DNS | NED 15  | BEL Ret | FRA 17  | GBR Ret | SWE 18  | RSM Ret |         |         |         |        | 0    | -    |
| 1987 | 500cc | Honda         | JPN 13  | SPA 15  | GER 20  | NAT DNS | AUT 17  | YUG 16  | NED 12  | FRA 13  | GBR Ret | SWE 17  | CZE 17  | RSM 18  | POR 14  | BRA -   | ARG -  | 0    | -    |
| 1988 | 500cc | Honda         | JPN -   | USA -   | SPA -   | EXP -   | NAT -   | GER -   | AUT -   | NED -   | BEL -   | YUG -   | FRA -   | GBR 23  | SWE 23  | CZE Ret | BRA -  | 0    | -    |
| 1989 | 500cc | Honda         | JPN Ret | AUS 12  | USA 13  | SPA 13  | NAT 2   | GER 14  | AUT 13  | YUG 14  | NED 19  | BEL 15  | FRA 14  | GBR 15  | SWE 12  | CZE 21  | BRA 14 | 43.5 | 12.º |
| 1991 | 500cc | Suzuki        | JPN -   | AUS -   | USA -   | SPA -   | ITA 14  | GER 14  | AUT -   | EUR Ret | NED Ret | FRA DNQ | GBR -   | RSM -   | CZE 15  | VDM 15  | MAL -  | 6    | 22.º |
| 1992 | 500cc | Harris-Yamaha | JPN DNQ | AUS 21  | MAL Ret | SPA Ret | ITA 20  | EUR Ret | GER 17  | NED 14  | HUN DNS | FRA -   | GBR -   | BRA Ret | RSA Ret |         |        | 0    | -    |

### Campeonato Mundial de Superbikes

#### Carreras por año
| Año  | Moto     | 1       | 1       | 2     | 2     | 3     | 3     | 4     | 4     | 5     | 5     | 6     | 6     | 7     | 7     | 8       | 8      | 9     | 9     | 10    | 10    | 11     | 11     | 12    | 12    | 13    | 13    | Ptos. | Pos. |
| Año  | Moto     | R1      | R2      | R1    | R2    | R1    | R2    | R1    | R2    | R1    | R2    | R1    | R2    | R1    | R2    | R1      | R2     | R1    | R2    | R1    | R2    | R1     | R2     | R1    | R2    | R1    | R2    | Ptos. | Pos. |
| ---- | -------- | ------- | ------- | ----- | ----- | ----- | ----- | ----- | ----- | ----- | ----- | ----- | ----- | ----- | ----- | ------- | ------ | ----- | ----- | ----- | ----- | ------ | ------ | ----- | ----- | ----- | ----- | ----- | ---- |
| 1990 | Honda    | SPA -   | SPA -   | GBR - | GBR - | HUN - | HUN - | GER - | GER - | CAN - | CAN - | USA - | USA - | AUT - | AUT - | JPN Ret | JPN 26 | FRA - | FRA - | ITA - | ITA - |        |        |       |       |       |       | NC    | 0    |
| 1990 | Kawasaki |         |         |       |       |       |       |       |       |       |       |       |       |       |       |         |        |       |       |       |       | MAL 17 | MAL 19 | AUS - | AUS - | NZL - | NZL - | NC    | 0    |
| 1991 | Honda    | GBR DNQ | GBR DNQ | SPA - | SPA - | CAN - | CAN - | USA - | USA - | AUT - | AUT - | SMR - | SMR - | SWE - | SWE - | JPN -   | JPN -  | MAL - | MAL - | GER - | GER - | FRA -  | FRA -  | ITA - | ITA - | AUS - | AUS - | NC    | 0    |